# Gustav Harmony

Gustav Harmony

Gustav Harmony (* 4. November 1875 in Veckerhagen; † 13. Februar 1959 in Berlin-Zehlendorf) war ein deutscher Politiker (DNVP).

## Leben und Beruf
Nach dem Besuch des Realprogymnasiums in Eschwege trat Harmony 1891 als Postgehilfe in den Dienst der Reichspost ein. Er wurde 1896 Postassistent und bestand 1905 die Verwaltungsprüfung für den Telegraphen- und Fernsprechdienst. Im April 1920 wechselte er als Ministerialamtmann zum Reichspostministerium in Berlin-Lichterfelde. Hier wurde er 1929 zum Telegraphendirektor und 1934 zum Postrat ernannt. Daneben betätigte er sich als Mitarbeiter von Tageszeitungen und fachwissenschaftlichen Blättern.

## Politik
Harmony trat in die DNVP ein und war Mitte der 1920er-Jahre Vorsitzender des Reichsausschusses der Deutschnationalen Beamtenschaft. Harmony war von Dezember 1924 bis Mai 1928 sowie erneut von Juli 1932 bis November 1933 Mitglied des Deutschen Reichstages.